# روب ماتشادو
روب ماتشادو (بالإنجليزية: Rob Machado)‏ هو متركمج أسترالي وأمريكي، ولد في 16 أكتوبر 1973 في سيدني في أستراليا.

## وصلات خارجية
- روب ماتشادو على موقع الرابطة العالمية لركوب الأمواج (الإنجليزية)
- روب ماتشادو على موقع EncyclopediaOfSurfing.com (الإنجليزية)